# Абдерска школа
Абдерската школа или още известна по носещите нейното име философи абдерити е досократическа философска школа. Името ѝ идва от града, в който е основана – Абдера в Тракия. Школата е основана някъде между 440 и 430 г. пр. Хр.
Представители на школата са родените в града Левкип и Демокрит, които са и първите атомисти. Въпреки че в града е роден и Протагор понятието „абдерити“ се прилага само към Левкип и Демокрит. Приема се, че Левкип е основателя на школата, а Демокрит е негов ученик. Освен тях други членове на тази школа са Метродор Хиоски и Анаксарх, който също е от Абдера. Последният е бил учител на Пирон, който по-късно основава пиронизма.

## Теория
Левкип развива теория според която атомите и празното пространство са фундаменталните съставки на света. Тази идея е развита впоследствие от Демокрит. Базирайки се на нея по-късно Епикур създава своята теория за епикурейството.

## Значение на думата
В Древна Гърция думата „abderites“ е имала негативно значение и се е употребявала в смисъл на „глуповат човек“, като форма на обида, която обаче не е насочена към тримата философи, които са родом от Абдера.